# 満洲事変
- 満洲事変
- 滿洲事變
- 満州事変

満洲事変（まんしゅうじへん、旧字体：滿洲事變、英語: Mukden incident）は、1931年（昭和6年、民国20年）9月18日に中華民国遼寧省瀋陽市郊外の柳条湖で、関東軍がポーツマス条約により日本に譲渡された南満洲鉄道の線路を爆破した事件（柳条湖事件）に端を発し、関東軍による満洲（中国東北部）全土の占領を経て、1933年（昭和8年）5月31日の塘沽協定成立に至る、日本と中華民国との間の武力紛争（事変）のこと。中国側の呼称は九一八事変。

## 前史

### 満洲権益と中華ナショナリズムの衝突
満洲事変に至る要因の一つとして、日本が現地に保有していた権益の不安定化があげられる。
1905年、日露戦争に勝利した日本は、ポーツマス条約により、東清鉄道の内、旅順－長春間の南満洲支線と、付属地の炭鉱の租借権、関東州の租借権などを獲得した。これらの統治機関として、関東都督府と、鉄道付属地の治安維持を目的とした関東軍が設置される。
1912年、辛亥革命によって清国が滅亡、中華民国が成立するが、中央政府は各地に割拠しはじめた軍閥を統制することが出来ず、これが列強と結びつくことにより動乱状態が長期化する。日本は第一次世界大戦中の1915年に二十一か条の要求を中華民国に提示、中華民国との正式な条約を締結、権益の保護を図るも、中央政府はただちに懲弁国賊条例でこれを実質的に無効化した。また中原地方でのボイコット運動や反日暴動を扇動し、満洲の治安へも波及、悪化する恐れは消えなかった。
この時期の対満外交政策を巡っては、日本の二大政党である憲政会（のち立憲民政党）と立憲政友会との間では見解の相違があり、それぞれの政策担当者の名をとって、「幣原外交」および「田中外交」と呼ばれた。
- まず、幣原外交（幣原喜重郎外相）は、権益を有する満洲のみならず、中原も含む「中華」を、一体の固有の領土であることを自明視し、これらをあわせた「中華民国」を、日本と貿易を行う巨大な市場として安定化させることを政策目標とした。そのため、大陸における暴動に対する列強による軍隊の共同派遣は、条約破棄や疎開地への直接の武力攻撃など、明確な国益の毀損がない限りは、これを抑制する態度をとった[3]。
- これに対して田中外交（田中義一首相兼外相）は、満洲を市場ではなく、開発の対象とみて、租界の物理的領域を重視する。これは、満洲に隣接する形でソビエト連邦が成立し、また中原および日本国内にも共産主義思想が浸食しはじめていたことも念頭にあった。、満洲を、中原とはひとくくりに「中華」としては扱えない、日本にとって特殊な地域であると考え、共産主義をこの一帯から駆逐することを重要視したのである。そして、幣原外交では抑制的であった派兵も、現地の暴動が明白な条約違反を犯した場合のみならず、政情が不安定化した場合も積極的に行い、地方一帯の治安の維持につとめた[4]。

1924年から1927年にかけての憲政会政権（加藤高明内閣→第1次若槻内閣）では、幣原外交が展開されたが、欧米列強と較べても抑制的な派兵方針は世論の顰蹙を買い、遂には南京事件で在留邦人に被害が発生するに及び、1927年6月、内閣総辞職する。
かわって成立した立憲政友会政権（田中義一内閣）では、山東出兵など、派兵を繰り返す。一方で、満洲に地盤を持っていた張作霖軍閥にたいして、帝国陸軍は1916年頃から支援を行い、これと協調して満洲一帯の治安維持をすることを目指していたが、満洲制覇を達成した張は、勢いそのままに華北へ進出、中原を含めた大陸統一の野望を果たそうとする。
1928年5月、北京に出征した張と、中原制覇を目指して北伐の最中の蒋介石が衝突するに及び、田中外相は双方に対し、戦闘が満洲に波及する場合は派兵を行って治安維持活動を行うことを通告。同時に、張軍の武装解除を視野に、関東軍を旅順から奉天へ進出させる。双方この勧告を受け入れ、張は北京を引き揚げる。ここに田中外交による中原・満洲の棲み分けは成功するかに思われたが、6月4日、帰路についた張が乗る列車が爆破され死亡した（張作霖爆殺事件）。これは、関東軍の一部の不満分子の暴発であった。田中外交をすら生ぬるいと断じ、張の排除と、日本による満洲の完全領有を目論んだのである。
事件後、軍閥を引き継いだ息子の張学良は、蔣との合流を選択。12月29日、易幟を行い、中原と満洲は合同する。一方、田中内閣は事件の処理に失敗し、1929年7月、総辞職した。これにより、満洲地域に中華ナショナリズムによる反日活動が流入し、日本側はこれに対し、立憲民政党政権（浜口内閣→第2次若槻内閣）のもとで復活した幣原外交の下で対峙することを余儀なくされる。

### 世界恐慌
浜口内閣成立直後の1929年10月、世界恐慌が発生。井上財政のもと金解禁を行った日本はそのあおりを受けて、大不況に突入する。この不況に際し、1918年のロシア革命の直後から、右派陣営の間で論じられていた、共産主義、資本主義の両者を否定する、国家社会主義が、沸騰する。
また、軍部の内部にも、時の国策へ反発する下地が作られていた。きっかけは、第一次世界大戦後の世界的な軍縮の流れがあった。1922年のワシントン条約、1930年のロンドン条約が締結され、いずれも、海軍の軍備額に制限が課せられるようになる。議会は、削った軍事費を民政に回すことを考えてこの方針を押し、軍と対立、特にロンドン条約の時は統帥権干犯問題へと至り、海軍省内の「条約派」と、軍令部内の反対派（「艦隊派」）との間での対立が残った。
これらの時勢の中、陸軍の中堅以下の将校の間で、政党政治家およびこれに同調する陸軍首脳陣への反発から、軍内および社会の革新を求める動きが起こる。1921年のバーデン＝バーデンの密約に始まる、明治維新以来の長州閥追放の動きは、1928年の一夕会の成立へと至る。結成当初は、陸軍省及び参謀本部の人事を通した影響力の拡大を図る合法路線であったが、1930年、世界恐慌が波及した農村の窮状が、農村出身の下級兵士を通じて少壮将校に知れ渡ると、同年、一部急進派は橋本欣五郎中佐を中心に桜会を結成、政治家による「現在の腐敗した政治」を、クーデターにより覆し、軍主導の政権の樹立を目論む。1931年3月、本格的な蜂起を計画するも（三月事件）、新政権の首班に擬せられた宇垣一成陸相が決起を促されると中止を命令。他の幕僚もそれに従って抑止に回ったため、計画は不発に終わる。
しかし、この軍内の下克上の風潮は、国家社会主義思想の軍内部への侵食を呼び起こし、朝野の国家社会主義勢力の動きを勢いづけることになる。

### 事変勃発直前の満洲
張学良の易幟以降、満洲における日本の権益、在留邦人の利益は毀損を受けた。漢人サイドは「遼寧国民外交協会」を設立、満洲地方を中原地方と一体とする「中華ナショナリズム」のイデオロギーを流布するとともに、満洲地方への漢人の流入、資本の投下を大規模に行うことにより、満洲地域の支配と工業化を既成事実化し、日本の利権の侵害を始める。更に、張学良の指導のもと、日本人の小作人に対する漢人地主の契約の打ち切り、あるいは逆に、日本人実業家に対する漢人労働者の争議など、日本の利益を覆すための実力行使に踏み切り、日漢間の衝突は増加の一途をたどる。更に張は、南満洲鉄道の並行線敷設を開始、日清善後条約の違反行為を自ら行うに至る。
これと前後して、在満日本人の間の、特に若年層により結成されていた満洲青年連盟の間から、満洲地方に、多民族国家の樹立を訴える動きが起こるようになる。元々彼らは、日本権益保護のための内地の積極的な関与を望んでいたのであるが、それが幣原外交が続く限りは望めず、漢民族による「中華ナショナリズム」の名のもとの攻勢に直面する中、少数民族である日本人として、折り合いをつけて自らの居場所を確保する必要に迫られた。そこで1928年5月、第一回満洲青年議会で提出されたのが、「満蒙自治制」であった。すなわち、張軍閥と在満漢人を、「中華ナショナリズム」の名のもとに一体化して敵視するのではなく、両者の間の支配/被支配の関係を認め、在満諸民族の間の連帯と、張軍閥を介しての満洲支配を画策する中原の蔣介石への抵抗を強め、和合的な「民族協和」による新国家建設と、在満日本人の編入を提案したのである。1931年6月13日、満洲青年連盟は、「満洲ニ於ケル現住諸民族ノ協和ヲ期ス」声明を発する。
一方、満洲権益のために駐屯していた関東軍の内部においても、板垣征四郎、石原莞爾両参謀ら一部の間では、武力行使による満洲領有を強行する計画が持ち上がっていた。板垣参謀らの満洲領有の目的は大きく二つあり、第一に、ソ連からの防衛を行うにあたり、主戦場となるであろう北満の平原地帯を先手を打って占有することにより、ソ連を自然的国境線（バイカル湖、黒竜江、興安嶺）以遠に押し込め、安定をもたらせることが期待された。第二に、石原参謀が将来的に起こるであろうと予測していた米国との世界最終戦論に備えて、満洲の資源利用及び国土開発を用いた国力増強であり、内地の人口増加と不況、資源不足などの社会問題の解決策としても期待された。そして、張軍閥を満洲政情の諸悪の根源とみなし、これを追い落とすことによって、地域の諸民族による民政発展を図ること、地方行政機関は人員含めて従来のものを用いること、満洲の行政にかかる費用は内地持ち出しではなく現地の独立採算制をとること、等、上述の満洲青年連盟の独立国家構想に近い内容であった。
1931年7月、万宝山事件により、満洲地域の騒擾は激しさを増す。現地は"懸案五百件"と呼ばれるほどの混乱であったが、幣原外交は相変わらず張軍閥との交渉からことを進めようとしており、参謀本部もこれに追随していた。

## 事変の経過

### 柳条湖事件

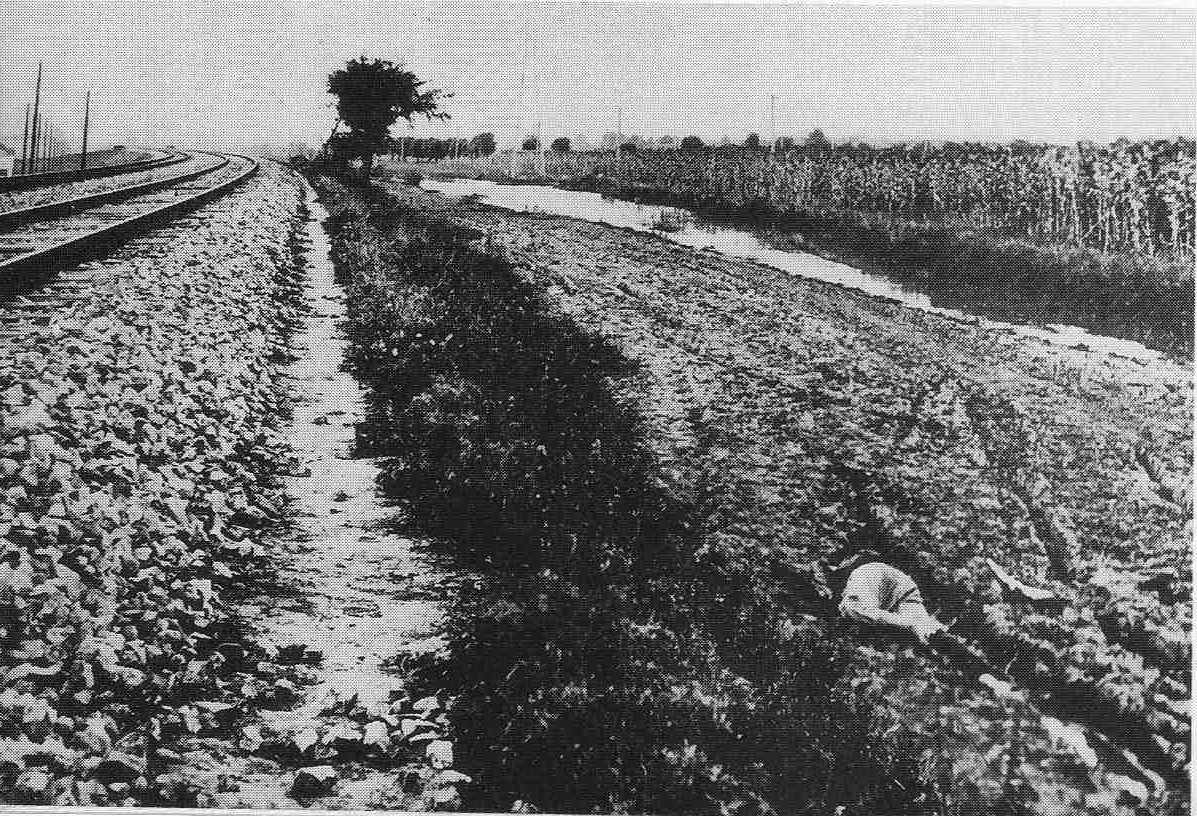
事件直後の柳条湖の爆破現場

1931年（昭和6年）9月18日午後10時20分頃、奉天（現在の瀋陽）郊外の柳条湖付近の南満洲鉄道線路上で爆発が起きた。現場は、3年前の張作霖爆殺事件の現場から、わずか数キロの地点である。爆発自体は小規模で、爆破直後に現場を急行列車が何事もなく通過している。関東軍はこれを張学良の東北軍による破壊工作と発表し、直ちに軍事行動に移った。これがいわゆる柳条湖（溝）事件である。
戦後のGHQの調査などにより、本事件は河本大佐の後任の関東軍高級参謀板垣征四郎大佐と、関東軍作戦参謀石原莞爾中佐が首謀し、軍事行動の口火とするため自ら行った陰謀であったことが判明している。奉天特務機関補佐官花谷正少佐、張学良軍事顧問補佐官今田新太郎大尉らが爆破工作を指揮し、関東軍の虎石台独立守備隊の河本末守中尉指揮の一小隊が爆破を実行した。

### 関東軍の軍事行動
事件現場の柳条湖近くには、国民革命軍（中国軍）の兵営である「北大営」がある。関東軍は、爆音に驚いて出てきた中国兵を射殺し、北大営を占拠した。張学良が北京に、奉天軍閥主力が長城線以南に結集している間隙を縫った、石原莞爾と板垣征四郎による綿密に練り上げた奇襲作戦であった。関東軍はわずか1万余の関東軍を率い、翌日までに、瀋陽、長春、営口の各都市も占領した。東三省に分散配置されていた奉天残存戦力は、留守部隊とはいえ戦車、航空機、重火器を装備する20万余の大軍であった。関東軍は夜戦訓練を重ね、24サンチ榴弾砲をひそかに奉天に運び入れ、夜襲と威嚇射撃で敵の虚を突く軍事作戦を展開した。満洲北部について参謀本部は当初不拡大の方針を採った。当時北京にあった張学良は、日本側の挑発に乗らないよう無抵抗を指示していたため、北大営は短期間で占領された。張学良は、のちに抗戦しない理由を問われ、関東軍が満洲全面占領作戦を展開するとは予想もしていなかったと答えた。
瀋陽占領後すぐに、奉天特務機関長土肥原賢二大佐が瀋陽を奉天に改称して臨時市長となった。土肥原の下で民間特務機関である甘粕機関を運営していた甘粕正彦元大尉は、ハルビン出兵の口実作りのため、奉天市内数箇所に爆弾を投げ込む工作を行った。

### 中華民国の対応と日中両国外交交渉
事変翌日の9月19日、張学良は顧維鈞と今後の対応を協議し、顧維鈞は以下の2点を提言した。
- 国民政府に連絡をとり、国際連盟に本件を提訴するよう依頼すること
- 本庄繁関東軍司令官と早急に会談すること

また9月19日午前、中国（南京国民政府）の宋子文行政院副院長と日本の重光葵駐華公使が会談し、日華直接交渉方針を確認する。重光公使は幣原外相に許可を仰ぐと幣原外相は同意し訓令を発した。だが後日、中国側は前言を撤回する。中国が二国間交渉を打ち切ったのは、日本側が、政府の国策が定まらないまま関東軍が進撃を続けるという状況にあり、日本政府と一対一で交渉しても無益であると見たためであった。
この時点で国際連盟理事会は日本に宥和的で中華民国に冷淡だったが、10月以降の事態拡大により態度は変化していった。連盟理事会は、最終的には制裁に至る可能性もある規約第15条の適用を避け、あくまで規約第11条に基づき、日中両国の和解を促すに留めた。9月30日、日中両国を含む全会一致で、両国に通常の関係回復を促す理事会決議が採択された。中国には責任を持って鉄道付属地外にいる日本人の生命財産を保護することを求め、日本には、保護が確保され次第、軍隊(関東軍)を鉄道附属地に引き揚げることを求めるものであった。後者についてはできる限り速やかにとあるのみで、期限は付されなかった。
9月21日に国民政府に急遽設置された特殊外交委員会の会議が開かれ(10月21日)、顧維鈞は、9月30日付の連盟理事会決議を日本に遵守させるのは不可能だろう、との見通しを示し、連盟の監督と協力の下で、「日中間で直接交渉を行うのがベストだ」と主張した。しかし顧の主張は採用されなかった。

### 政府首脳部の初動と朝鮮軍の独断出兵
9月19日未明、関東軍より陸軍中央へ打電があり、軍事行動開始を報告するとともに、満洲の治安維持に万全を期すべく、三個師団の増派を求める。これに対して陸軍中央は、関東軍の行動の合理性および軍備力の多寡による増派の必要性については理解しつつも、政府の不拡大方針との間で板挟みになる。
19日午前の閣議において、南陸相は、戦闘は「関東軍の純粋な自衛行為」であると釈明したが、閣僚より攻撃を受け、不拡大の方針が決定。午後、南陸相および金谷範三参謀総長は関東軍へ、政府の不拡大方針にのっとって行動するよう命令。また、朝鮮軍に対しても、満洲出兵を禁ずる通達を行った。一方で同日午後、南陸相は若槻首相に面会。事態の緊迫を説明、軍事行動の拡大（予算の承認）を認めるよう説得を行う。若槻首相の下にはすでに、外務省から、今回の衝突が関東軍の謀略によるものであるとの情報が入っており、不拡大方針を貫徹することに不安を覚えるようになる。
一方の朝鮮軍は、19日8時30分、林銑十郎司令官より、飛行隊2個中隊を早朝に派遣し、混成旅団の出動を準備中との報告が入り、また午前10時15分には混成旅団が午前10時頃より逐次出発との報告が入ったが、参謀本部は部隊の行動開始を奉勅命令下達まで見合わせるよう指示した。これにより朝鮮軍の増援は飛行隊を除いて朝鮮と満洲の国境である新義州で止められた。また、参謀次長の二宮治重は新義州の守備隊に朝鮮軍が国境を越えた場合、直ちに参謀本部に報告するように指示した。20日午後陸軍三長官会議で、関東軍への兵力増派は閣議で決定されてから行うが、情勢が変化し状況暇なき場合には閣議に諮らずして適宜善処することを、明日首相に了解させる、と議決した。
20日夜、関東軍首脳陣は、政府の不拡大方針への対応を検討する。地政学的な重要性から吉林が着目され、同所の不穏な情勢（その情勢の中には、特務機関の謀略によってつくり上げられたものもあった）、用兵上の見地について議論が行われた末、21日3時、不承認時の処罰覚悟で、吉林への出兵継続を決定する。直ちに出動命令が第2師団に下り、同日6時、陸軍中央へ報告された。吉林は、同日中に熙洽省主席代理より占領承認がなされる。
朝鮮軍はこれに呼応、林司令官は21日12時、独断で混成第39旅団に越境を命じる。この時、林司令官は、政府から禁令が下れば直ちに応じられるように、越境時刻まで指定して通達したが、13時20分、部隊はそのまま日満国境を越境、関東軍の指揮下に入る。林司令官の独断越境に南陸相と金谷参謀総長は恐懼した。18時、南陸相に内示のうえ、金谷参謀総長は単独帷幄上奏によって天皇から直接朝鮮軍派遣の許可を得ようと参内したが、永田鉄山軍事課長らの強い反対があり、独断越境の事実の報告と陳謝にとどまった。21日夜、杉山元陸軍次官が若槻首相を訪れ、朝鮮軍の独断越境を明日の閣議で承認することを、天皇に今晩中に奏上してほしいと依頼したが、若槻首相は断った。林朝鮮軍司令官の独断越境命令は翌22日の閣議で大権干犯とされる可能性が強くなったため、陸軍内では、陸相・参謀総長の辞職が検討され、陸相が辞任した場合、現役将官から後任は出さず、予備役・後備役からの陸相任命も徹底妨害するつもりであった。増派問題は陸相辞任から内閣総辞職に至る可能性があった。
22日、閣議にて南陸相は朝鮮軍の越境の許可を求めたが、幣原外交の継続が困難になることを恐れた閣僚に反対され、認められることはなかった。翌23日も引き続き、南陸相と幣原外相・井上蔵相の間で激論が行われるが、最終的に若槻首相が、「出兵しないうちならとにかく、出兵した後にその経費を出さなければ、兵は一日も存在出来ない」との判断のもと、朝鮮軍派兵の経費を支出することを決定。これにより、朝鮮軍越境は事後承認、合法化された。しかし天皇は内閣の求めに応じて裁可しつつも、軍首脳に対して不快の意を示し、金谷参謀総長に対して「将来を慎むよう」注意を与えた。
南満洲平定を短期間で終えた関東軍は、更にハルビン方面からも不穏な情勢が伝えられるにつけ、大橋忠一在ハルビン総領事からの依頼に応じて、北満進出を認めるよう、陸軍中央に繰り返し依頼する。これに対して陸軍中央は、南陸相、金谷参謀総長ともに、南満洲からのさらなる出兵は、不拡大方針の趣旨からこれを認めないこと、在留邦人の保護は、引き揚げによることとし、更なる軍事行動を遂に認めなかった。
24日、関東軍の統制を達成した政府は、事変に対する最初の声明を発表し、
- 事変を拡大させないよう努めること
- 吉林への関東軍の出動の目的は、満鉄付属地の治安維持であり、目的達成の上は直ちに長春へ撤兵すること
- 満洲における領土獲得の意思は持たないこと

を宣言した。

### 新秩序形成への動き

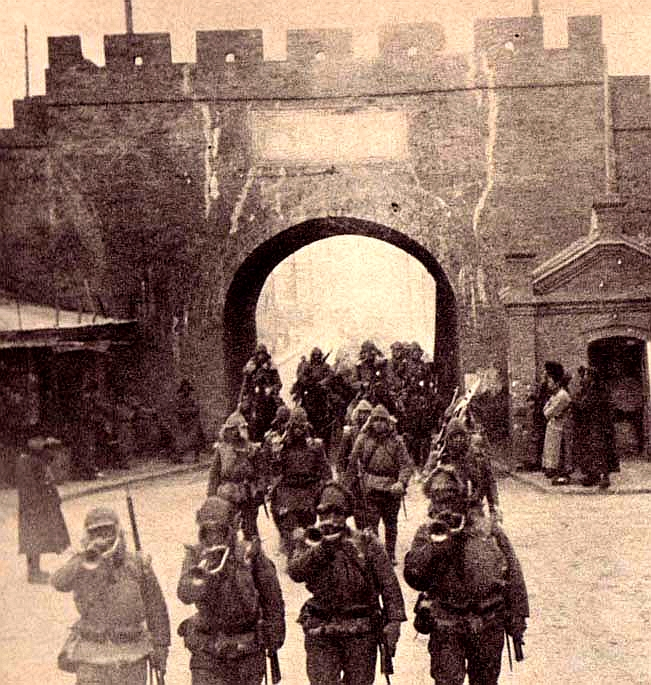
喇叭を吹奏しながらチチハルに入城する関東軍(第二師団)

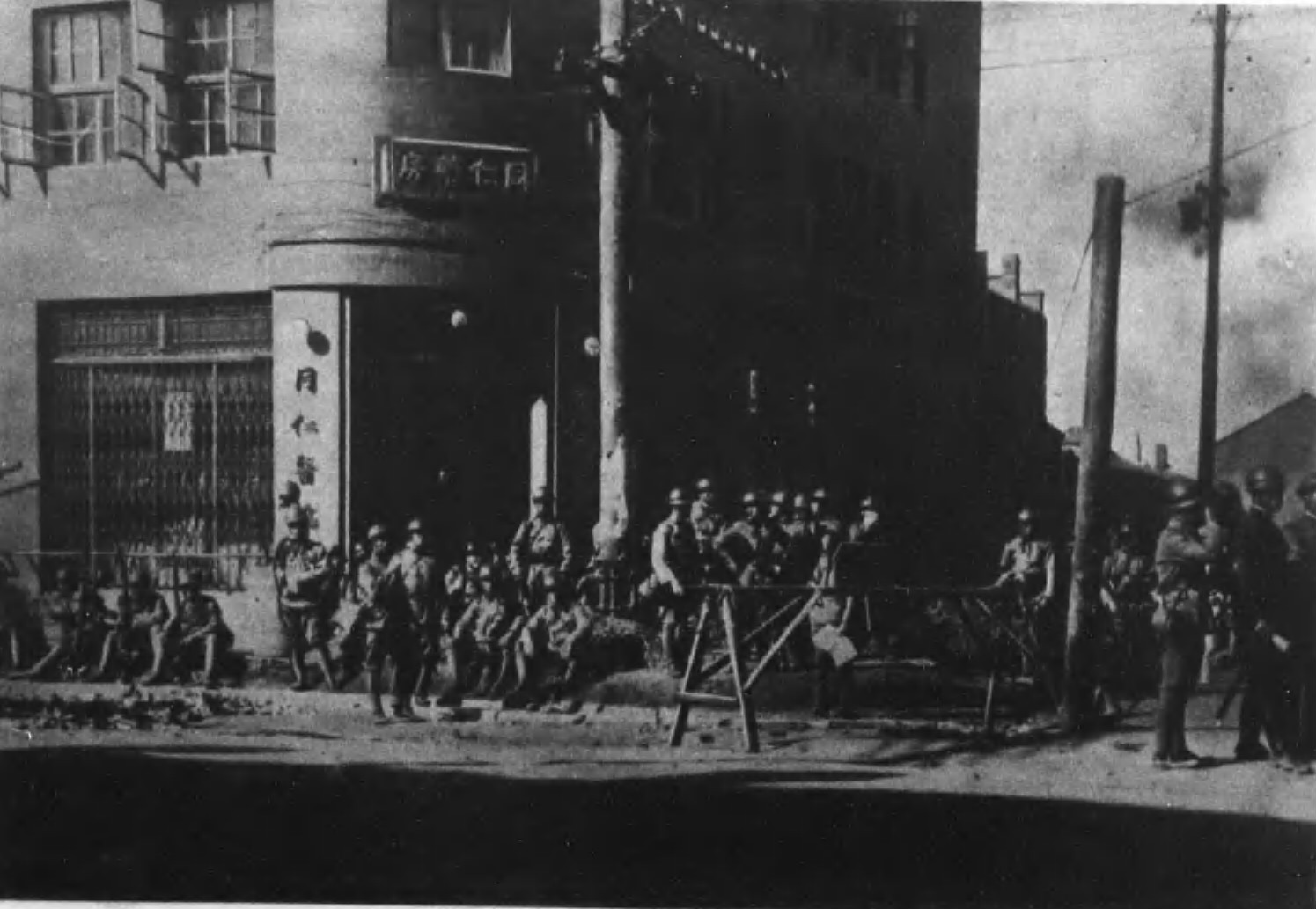
奉天占領直後の城内の様子

関東軍は、当初は満洲全域に進駐、日本の領地とすることを計画していたが、上述の9月24日の政府、参謀本部からの北満進出の厳禁の指令を受けて方針を転換、親日地方政権を樹立させて、これと連携することを模索。同月中に、満洲各地の漢人有力者に接触、独立工作を始める。
現地の在留邦人は、関東軍の出動を歓迎し、その治安維持活動に積極的に協力する。事変勃発と同時に、満洲青年連盟は、武装団体を関東軍に提供したほか、進駐地の社会インフラ業務に従事し、事変の民政への影響を抑えた。そして、9月21日、奉天にて全満日本人大会を開催、関東軍の全満洲への進出を支持する旨を決議し、29日、陸相宛の請願において、親日政権の樹立を訴えるとともに、内地への遊説隊の派遣をなおも重ねた。
この在留邦人の動きと連動して、関東軍は事変の解決方針の検討を重ね、10月2日、「満洲問題解決案」を起草する。ここでは、まず方針として「満蒙ヲ独立国トシ之ヲ我保護ノ下ニ置キ在満蒙各民族ノ平等ヲ期ス」と、日本の権益保護を前面に押し出すのではなく、明白に他民族を含めた新国家建設を目標に据えるようになった。

### 国際連盟での議論
9月21日、中国の施肇基国際連盟代表は、ドラモント事務総長に対して、「国際連盟規約第11条により、事務総長は即時理事会を開いて速やかに明確且つ有効な方法を講ずる」よう要求したことにより、事態は連盟理事会に持ち込まれる。一方の日本は、引き続き、日華二国間の交渉で解決を図ることを主張し続ける。当初は日本側は、現地情勢について確とした情報および関東軍の統制方針を定めることができず、連盟各国への釈明に苦労した。が、24日に日本政府不拡大方針を表明、関東軍の北満進出を一旦押しとめたことで、日本政府による事態収拾に一応のめどはつく。25日には英国より調査団の派遣が、28日には中国より中立的な委員会による交渉の援助を求める提案があったが、日本はいずれも拒否をする。日本側は、不拡大方針によって順次撤兵を行うべく調整中であることから、日本の善処を待つことを希望する。各理事国も、満洲を、従来の軍閥の跋扈するに任せるより、日本の手で管理されることが望ましいと考えるようになる。日本が「保障占領は行わない」旨を宣言したのを受けて、30日、日華両国がむこう2週間以内に「通常関係ノ恢復ヲ促進」するために「一切ノ手段ヲツクスベキコト」を求めて、休会する。

### 錦州爆撃
連盟理事会で列強の好意的態度を受けた政府・陸軍中央は、関東軍の撤兵を図る。上述の通り、関東軍はこの頃北満進出を厳禁されたかわりに、現地の独立運動の工作を行っていたが、10月3日、金谷参謀総長より関東軍へ打電、「大局ニ処スル策案ハ之ヲ中央当局ノ熱意ト努力トニ委ネヨ」と、現地政局への不関与を命ずる。また時を同じくして、政府・陸軍中央が従来の幣原外交に回帰すべく意見統一を図っているとの情報に接する。政治が元のさやに納まることによって、当初の事変の目的であった社会改革が頓挫することを恐れた関東軍は、陸軍中央に腹を固めさせ、政府へ幣原外交からの脱却するよう圧力をかけさせるべく、張学良軍閥の徹底的な排除を訴える声明書を公表。この時、張は錦州まで退いて再起を伺っていたが、関東軍声明ではその行動を「秩序破壊ノ限リヲ尽クセリ」と糾弾、対して現地における独立の動きに言及し、これに呼応することを訴えた。
関東軍の政治的意図を含んだ声明は衝撃を与えたが、この時点では大手メディアの論調ではこれに対する反発は激しく、政府の協調外交を無にする行為、軍の越権行為であるとの非難が行われる。
しかし、10月8日、関東軍の爆撃機12機が石原参謀の指導の下出撃、張が本拠としていた錦州を空襲した。これは関東軍司令官の本庄繁の許可もとらず、石原の独断専行であった事から関東軍の内部でも非難の声があがる。石原は事後、偵察目的で飛行していると対空砲火を受けたため、やむを得ずとった自衛行為であると説明する。空爆は、国際法上は予防措置であり、自衛権の範囲であるが、第一次世界大戦の戦禍の記憶が残る欧州列強はこれに反発、更に、上述の撤兵のための2週間の猶予の間におこった出来事であったことから、連盟内における日本の立場は悪くなる。

### 十月事件と国内の政局の不安定化
関東軍が満洲に於いて新国家樹立へ向けた行動を起こすのと軌を一にして、在京の陸軍中央においても、革新思想に基づいたクーデターを起こす陰謀がおこっていた。中心となったのは、桜会の首領であった橋本欣五郎参謀本部ロシア班長であり、10月下旬にも、若槻内閣の閣僚暗殺、荒木貞夫教育総監部本部長を首班とする内閣の発足を実現することを目論んでいた。陸軍首脳部は、計画を掴むと、10月17日、首謀者を検束し、クーデターは未然に阻止される。
クーデター自体は未遂に終わったが、その計画段階において、桜会と関東軍が示し合わせて、内外で同時に革新運動をおこそうとしたのではないかとの疑いが起こる。これは、河本大作と長勇が両者の間の連絡要員として往復する中で、景気づけに両者の連携を各所で吹き込むうちに話が大きくなったものであり、実際には石原ら関東軍の首脳陣は、長期的な展望のないクーデターで内地の政情がいたずらに混乱した場合、国力が大きく低下して、満洲での事変完遂に支障が生じることを恐れて、クーデターには反対の立場であった。
しかし、この桜会周辺の大言壮語が一人歩きした結果、陸軍中央には、関東軍が陸軍中央の統制下から独立して、全満洲への進出などの軍事行動を勝手に始めるのではないか、との風聞が伝わる。桜会の検挙が行われた17日、陸軍中央は関東軍に向けて、独立などの過激な行動は差し控えるよう命令が下る。これについては、関東軍より、独立の意図はないとの抗議を行い、陸軍中央と関東軍の誤解は、一旦は解けることとなる。
この頃陸軍中央は、錦州爆撃で再び独走を始める関東軍と、連盟理事会で各国からの批判を受ける政府との政見の調整を図っていた。関東軍は満洲の中華民国からの完全なる独立を謀っていたが、それは連盟の反発を招くことは必定であった。そこで、陸軍中央としては、満洲の事実上の支配権を確立することを優先して、新政権と中華民国との関係については明言しないという、名を捨てて実を取る方針をとる。この方針は21日、白川義則軍事参議官が満洲訪問、関東軍に直接伝達された。
しかし、関東軍としては、満洲には中華民国から分離独立させた新国家を建てる方針であったことから反発、24日にはその旨を返電した。
一方、政府の側も、連盟から求められる関東軍の撤兵をいかに実現させるかを巡り苦慮していた。連盟における日華両国の対立は、満洲地方の取り扱いに関する取り決めと、関東軍の撤兵の前後が焦点であったが、これに加えて関東軍は、日本政府の交渉相手を、中華民国ではなく、満洲に成立しつつある新政権とするよう主張してきた。この頃になると、政府も世論・メディアの反連盟・親関東軍の強硬論に抗しきれなくなり、国策を巡ってこれら強硬論へ徐々に近づいてゆく。
連盟理事会は、11月16日の次回理事会開催を新たな期限として、24日、休会する。この2日後の26日、日本政府は、満洲事変に関する二度目の声明を発表し、将来の日支関係の基礎となる五大項目を掲げる。これは、連盟理事会の介入を極力排して、二カ国間の交渉で解決を図りたいという意見であるとともに、撤兵の条件を「満洲地方の取り扱いに関する二国間の取り決め」から「満洲における新政権の樹立」にまで延長し、更に、取り決めに関する交渉相手を中華民国から満洲の新政権に変更することを示唆した。これにより、満洲事変に対する日本政府の対内的態度は、一大転換を迎えるに至ったのである。

### 北満進出
日本政府が、満洲における新政権樹立を黙認したのを受け、次なる焦点は、政府が進出を禁じた北満洲（黒竜江省）への浸透工作であった。関東軍の工作に呼応した張海鵬は、関東軍の武具援助を得て、10月上旬より洮昂線（平斉線）に沿ってチチハルを目指して北上していたが、馬占山率いる黒竜江省軍と嫩江を挟んで対峙、不安定な情勢が10月下旬から11月にかけて続いた。
この時、馬軍は嫩江に架かる南満鉄の橋を破壊しており、北満洲の貨物の輸送が阻害されていた。この状況が長期化するに及び、関東軍は11月2日付で、馬・張両名に最後通牒を発し、鉄橋より10km以遠に後退し、関東軍による鉄橋修復を可能とするよう要求、関東軍の行動を妨害する場合は実力をもって対処すると通告した。そして4日、橋梁修理のために派遣された関東軍と馬軍との間で武力衝突が発生する。
陸軍中央は、橋梁修理のための派兵は認めつつも、嫩江を遠く離れての北満洲一帯への展開を禁じ、橋梁の修理を速やかに終えた後は迅速に撤兵するよう命じた。また、「北満洲一帯の工作用資金」と使途を限定して活動経費を支給するなど、関東軍がまたしても独走しないよう細心の注意を払う。
更に5日には、参謀総長に対して、関東軍に対する委任命令が下る(臨参委命)。これは、天皇による軍に対する指揮権（統帥権）は、参謀本部の輔弼を得て行使されるが、複数の軍が関与する大規模な軍事行動の際には、軍同士の調整が煩雑になることを理由に、統帥権の一部が参謀総長に一時的に分与されるものである。これにより、今まで区処権しかなかった参謀総長が関東軍、朝鮮軍に直接命令を下せるようになった。これは、連盟における世論の更なる硬化を恐れたほかに、北満洲進出によりソ連との間に不測の事態が起こることを恐れたためであった。対して関東軍は、ソ連との北満洲攻略の争いに勝つためには、武力展開による後押しが必要と考えていたことから、参謀本部による干渉に憤慨する。
関東軍と馬軍との戦闘は2日間続いた後、馬軍は退却。大興附近に進駐した関東軍は馬軍の進撃を具申したが、参謀本部はこれを容れなかった。両軍の間での交渉が行われ、馬の下野、チチハルからの撤退を関東軍は要求するが、馬は日本政府の連盟における撤兵の言質を盾に拒否。合意を得られないまま緊張はさらに高まる。

### 挙国一致内閣の陰謀
政府・陸軍中央の国策が関東軍に引きずられ、国内世論がこの風潮を支持するようになると、若槻首相は、民政党内閣による事態の収拾に不安を抱くようになる。10月下旬、若槻首相は周囲に辞意を漏らすようになる。これを聞きつけた安達内相は、野党政友会との協力内閣（大連立）案を提示、若槻首相の同意の下、政友会との接触を始める。
若槻首相の辞意は、安達内相の動きを察知した幣原外相、井上蔵相の説得で翻意し、内閣はとりあえず、存続する。しかし、安達内相の動きが呼び水となって、民政・政友両党や官界で政権獲得の陰謀が幾通りにも動き始め、「憲政の常道」は崩壊の兆しを見せ始める。11月8日、安達内相は「協力内閣」の談話を発表。10日には政友会が「金解禁の停止」と「国際連盟脱退辞さず」を決議した。

### 北満軍との戦い
馬軍と対峙していた関東軍は、11月17日に北上を開始。19日にはチチハルを占領する。政府では、例え作戦上の必要によりチチハルへの行軍はやむを得ない場合であっても、同所の占拠は認めず、直ちに引き返させることで合意していた。そのため、19日付の陸相よりの電報においても、チチハルの占拠を認めない旨を関東軍に命じた。
24日には、参謀総長より重ねて、以下の訓令が発せられ、撤兵が命じられる（第一六三号電）。
- 既定の方策に準拠し斉々チチハル付近には歩兵一連隊内外を基幹とする兵力を残置し師団司令部以下主力は爾他の情勢に顧慮せず速やかにこれをかねて所命の地域に撤収するごとくただちにこれが行動を採るべし
- 前項残置する部隊も概ね二週間以内に撤収せしむるを要す

関東軍は対応を討議、石原参謀の反発を容れ、撤兵は馬軍の行動及び洮昂線（平斉線）の安全を考慮して関東軍に一任するよう要求。対して参謀総長は、「国軍の信義および国際大局に鑑み」速やかな退却を再度命令する（臨参委命第五号）。本庄司令官は、一旦は命令に服するとともに辞職を決意するが、これに対し石原参謀は、決意の矛盾を指摘して、
- 軍司令官の腹芸により命令を実行せぬこと
- 断然辞表を捧呈すべきこと
- 服行し幕僚を更新すること

のいずれかをとることを要求。本庄司令官は第三案をとり、石原ら幕僚の反発を抑え、チチハルにはわずかな部隊を守備に残して、撤退する。
この後、黒竜江省への侵出は再び政治工作が主となり、張景恵を首班とする新政権の樹立、運営に援助を行った。馬占山に新政府の要職を確約し、関東軍との間に軍事協定が締結されるなど、馬との講和がすすめられた。

### 宣統帝の脱出と錦州攻撃
11月頃、南満洲では張学良が反転攻勢をかけて錦州に再び軍勢を終結させはじめており、不穏な情勢になりつつあった。土肥原賢二率いる特務機関は、清朝滅亡後天津に滞在していた愛新覚羅溥儀（宣統帝）の救出と、満洲新国家への援助について宣統帝と合意に達しており、11月8日に発生した第一次天津事件の混乱に乗じて、宣統帝は天津を脱出、旅順に移った。
11月26日、第二次天津事件が発生。同日、関東軍は幕僚らの進言を受けて、天津の友軍の援助のために隷下部隊に錦州方面への進軍を指示し、中央へ報告する。
この直前の24日、連盟理事会は、日華両国に対し、戦線の拡大と人命の損失を伴う行動を厳禁するよう求める決議案を提出しており、政府も関東軍の行動には神経をとがらせていた。27日、金谷参謀総長は天皇の勅許を得たのち、「状況のいかんを問わず遼河以東に撤退すべき」という奉勅命令を発する（臨参委命第七、第八号）。この時点で現地で交戦は始まっていたが、関東軍の保有兵力では錦州を陥落させることは不可能であったことから、29日までに撤退を完了させた。

### 国連調査の派遣の決定
11月16日、日本軍撤退の期限を迎え、連盟理事会が再開する。理事会の中では、日本への経済制裁や調査団の派遣が検討されていた。日本政府は、第三者のいかなる介入にも反対していたが、日本の連盟代表は、調査団の派遣によって連盟の顔を立てつつ、彼らに満洲の実情を目撃させることにより、味方に引き入れるのが良いと考えていた。21日、理事会において日本側より、調査団の派遣が提案され、決議文作成が行われる。この時、日本外務省は、日本軍の撤退に関し決議文から起源に関する規定を削除することが要求された。
12月10日、決議案が成立する。この中では、調査団の派遣が決定する一方で、日本軍の撤兵については、鉄道付属地への撤兵を要求しながらも、起源は規定されず、中華民国側が求めた「調査団派遣と同時にただちに日本軍が撤兵すること」は容れられなかった。また、「平和を乱す恐れのある一切の事情」について調査する委員会が設けられたが、日華両国の交渉や軍事取り決めには関与しないこととされた。更に、「馬賊その他満洲における無法分子の行動」に対しては軍事的措置をとることが認められ、調査団の報告が受領されるまでは満洲問題の討議自体が打ち切られるなど、連盟における議論は日本側の有利に終わった。

### 若槻内閣の崩壊
調査団派遣の交渉が大詰めを迎えていた12月10日、突如として若槻内閣が閣内不一致により総辞職するという政変が起こる。
政変をおこした首謀者は安達内相であった。安達内相は上述のとおり、民政・政友両党の大連立を推進していたが、12月10日、民政党の富田幸次郎顧問と政友会の久原房之助幹事長の連名による覚書を若槻首相に手交。安達内相はそのまま閣議への出席を拒否し、翌11日、やむを得ず若槻内閣は総辞職するに至った。後継には、政友会の犬養毅総裁が就任する。

### 派兵範囲の拡大
12月12日に発足した犬養内閣は即日、連盟の決議に基づき、馬賊行為の増大を理由として、遼河以西への日本軍の進出を認める。12月28日には錦州に迫り、張学良は犬養首相からの要請を受けて錦州からの撤兵、1932年（昭和7年）1月3日、日本軍は錦州に入城した。2月のハルビン占領によって、関東軍は満洲地域一帯を制圧した。
一方で、長期的な事変の収拾について、犬養首相は、満洲には別個の地方政権を樹立させつつ、中華民国を認め、日本は経済的利権の確保に留める方針をとる。一方、陸軍三長官の合意の下陸相に就任した荒木貞夫陸相は、急進的な軍事進出を主張しており、真っ向から対立するに至る。犬養首相は、長年の付き合いであった大陸浪人たちと連携し、腹心の萱野長知や山本条太郎を大陸に派遣して別ルートでの交渉にあたらせたが、軍部に察知されて不発に終わる。事態の収拾に関して、1932年1月6日、陸・海・外三省の合意により「支那問題処理方針要綱」が協定される。ここでは、満洲地域の新国家を、中華民国の主権から独立させるとともに、日本の権益を新国家と交渉して擁護することが計画されていた。

### スティムソン・ドクトリン
錦州陥落直後の1月7日、ヘンリー・L・スティムソン米国国務長官は、中国の領土的、行政的保全を侵害し、ケロッグ・ブリアン条約（パリ不戦条約）に違反する一切の取り決めを承認しない旨を、日華両国に通告する（スティムソン・ドクトリン）。同時に、中国政策における「門戸開放政策」の方針を主張した。
もっともこの宣言は、列強の世論の同意を得たとはいいがたく、英国は「この文書に連名して日本に共同通牒する必要はない」と通告する。また、日本は、芳沢謙吉外相が、「支那不統一の現状を斟酌されたし」と回答している。

### 1932年初頭の国内情勢と血盟団事件
日本軍は満洲では連戦連勝であったが、32年1月頃から、革新運動の波が内地にも及ぶようになる。これは、関東軍が、内地の改造に先んじて事変貫徹を行っていたのが、満洲全土の制圧の目途が就いたことにより、革新将校から国内の革新断行を要求されるようになったためである。また経済においては1929年9月から始まった世界恐慌の最も進んだ時期であり、1930年に行われた金解禁が大失敗に終わり、1931年12月に犬養毅内閣によって停止されたばかりであった。1932年2月から3月にかけて、井上前蔵相や団琢磨三井合名会社理事長がテロに斃れる（血盟団事件）。そして、与党政友会の内部においても、森恪内閣書記官長が荒木陸相や平沼騏一郎枢密院副議長等の非政党員を首班とする政治工作を行うのを筆頭に、政党政治は内部から崩壊の危機に直面する。犬養首相は、参謀総長閑院宮載仁親王と相談の上で、大元帥である天皇の権威をもって青年将校の免官する強硬措置をとることによる軍部の統制を模索する。しかしこの動きは、天皇の動きが立憲君主の枠を逸脱することを危惧する西園寺公望元老らの危惧により頓挫した。

### 満洲国の建国
1932年1月から2月にかけて、関東軍は幕僚会議を重ね、新国家建設の段取りの検討を行った。次いで、満洲地域内の各地の有力者を招致の上、2月16日より吉林、奉天、黒竜江3省および特別区等の代表が参集して、東北行政委員会が、暫定的な満洲地方の最高行政機関として結成され、関東軍の計画を引き継ぎ、新国家建設の作業が進められた。18日、中原からの独立が宣言され、満洲全土に通告される。新国家建設の促進団体が各地に結成、各省における集会の開催を経て、2月29日、奉天で開かれた全満大会にて、宣統帝を暫定的元首とする決議が採択される。これを受けて、東北行政委員会の使者が宣統帝の下へ派遣され、宣統帝は執政の座に就くことを受諾。3月9日、満洲国は建国を宣言する。
この宣言に対し、犬養内閣は、連盟との決裂を意味する満洲独立の正式な承認に対しては、消極的であった。3月12日の閣議において、「満蒙問題処理方針要綱」を採択する。これは、上述の「支那問題処理方針要綱」を下書きにしたものであったが、中原の国民政府との交渉を忌避する方針や資本家の満洲進出の抑制などの方針が削られ、また字句の上でもより穏当な表現が用いられるなど、連盟と国内世論の板挟みに苦心する。肝心の国家承認については、18日付で、新国家成立の通告を受理した旨を伝えるにとどまり、国家承認そのものは延期された。

### 世論の急進化と国家承認
5月15日、犬養首相は、国家改造運動に感化された海軍の青年将校らによって暗殺される（五・一五事件）。後継首相を巡っては、鈴木喜三郎が党総裁に就任したが、首班には平沼ら党外の者を迎えようと森が工作するなど、党内が混乱し、政党内閣制は政党側が自滅する形で崩壊する。西園寺元老らは鈴木への大命降下を断念し、斎藤実海軍大将が首相に任命される（斎藤内閣）。
斎藤内閣成立後も、内閣および軍部中枢は、国際社会との協調方針を堅持する。当時、連盟が組織したリットン調査団が現地調査を行っており、連盟および加盟国は、報告書を受けて満洲国承認に関する態度を決する意向であった。この時点で、連盟と、中国大陸に利害関係を持つ列強（特に英仏米ソ）との間では、満洲問題に関して温度差があった。これは、連盟内の中小国は関東軍の動きに批判的であったのに対し、列強は個々の国益の観点から妥協的態度をとる余地があったためである。
- 英国は、日英同盟が終了して以降も外交的には友好関係にあり、香港をはじめとする自国の権益を中原の混乱から保護するためにも、満洲の日本権益が地域の秩序を保つ実例となることは、英国の権益の安泰につながることであった。またソ連の南下阻止の必要性からも、日本主導による満洲の治安維持はありがたいことであった[65]。
- フランスは、インドシナおよび広州湾の権益の安泰という意味で英国と同じ状況にあった[66]。
- 米国は、伝統的な方針として「機会均等」「門戸開放」を旗印に列強の中国進出を牽制しており、満洲問題について日本と利害が対立する立場であったが、裏を返すと、経済的利害で国策を転換させることができた。当時すでに日米の貿易は盛んであったことから、満洲へ米国資本を呼び込ませ、米国にも現地に権益を有させることによって、協調的な立場をとることは可能とみられていた[67]。当初、フーヴァー大統領は対日経済制裁を避け、道義的非難で応じた。しかし、錦州爆撃ののち態度を硬化させ、スティムソン国務長官は満州問題の不承認政策へと舵を切った。1932年1月に、スティムソンは九カ国条約・パリ不戦条約への挑戦は一切承認しないと宣言した（スティムソン・ドクトリン）。さらに、スティムソンは、上院外交委員長ボラー宛の公開書簡で、ワシントン体制の意義を再確認するとともに、日本の九カ国条約違反によってアメリカはワシントン海軍軍縮条約第19条（フィリピン・グアムの要塞化禁止条項）の拘束から解放されると警告した[68]。
- ソ連は、満洲と国境を接していたが、事変勃発直後の1931年12月に、日ソ間での不可侵条約を提案しており、この時点では日本にとっての脅威たりえなかった[69]。

日本側の外交方針としては、政府のみならず、関東軍中枢においても、満洲経営という大事業のために国力を投下する必要から、対外的にむやみに敵対的態度をとるべきではないと考えていた。
しかし、国内世論は満洲の国家承認を強く求めており、6月14日には貴衆両院において、国家承認を求める決議が全会一致で議決された。更に、外相に就任した内田康哉は世論に引きずられて強硬論を押し出し、8月25日にはいわゆる「焦土演説」において、満洲の国家承認に向けて一歩も引かない考えを表明し、世論から喝采を浴びる。森恪は、この時期の政府の政策転換に至る空気を「六十年間模倣し来った西欧の物質文明と袂を別って伝統的日本精神に立帰」えることを意味するものであると評するなど、満洲問題は、連盟理事国として果たしてきた従来の協調外交に対する挑戦的ナショナリズムの象徴となるに至る。
9月15日、日満議定書の締結により、日本は満洲国を国家承認した。

### リットン報告書の提出と連盟脱退
10月2日、リットン報告書が公表される。同報告においては、満洲問題の解決策について、事変前への復旧は混乱を招くのみであること、満洲国建国の追認は国際秩序の原則および日華両国の友好関係の点から不適当であることからともに退け、満洲地方の中華民国の潜在的主権を認めた上で、現地には特別な行政組織による自治を行うことを提案する。現地の日本の権益は、日華両国間で締結される条約により保証されることとなっていた。
しかし、日本は既に満州国を国家承認し、満洲地域の中華民国主権からの独立をすでに認めていたため、この報告書を受け入れることはできなかった。苦しい立場に置かれた連盟の日本代表は、上述の通り列強各国との個別交渉を行えば妥協を得られる目算があったことから、そもそも連盟における満洲事変に関する審議や介入を行わないよう説得を行う方針をとった。
しかし、翌1933年2月21日、連盟総会において事変に関する討議がかけられ、24日、報告書は採択される。日本代表団は直ちに会場を退席し、3月27日、日本は正式に脱退を通告する（脱退の正式発効は2年後の1935年3月27日）。
以降、日本は満洲経営に乗り出すが、国際連盟に対する強硬な反対世論は修正されないまま、国際社会から孤立してゆくこととなる。その一方で、国際社会もこの事態に対し軍事手段などの強力な対抗策を取ることはなかった。慶応大学教授の細谷雄一は、当時列国も大恐慌直後のことで軍を派遣するまでの余力がなかったためとし、日本の行為がそのまま放置されたことが、のちのイタリアのエチオピア侵略やヒトラーのオーストリアやチェコ・ズデーデン地方の併合等を招き、パワーポリティクスの復権・帝国主義時代の再来させたとしている。

## 満洲事変を描いた作品
映画
- 私の鶯（1943年、東宝・満洲映画協会）

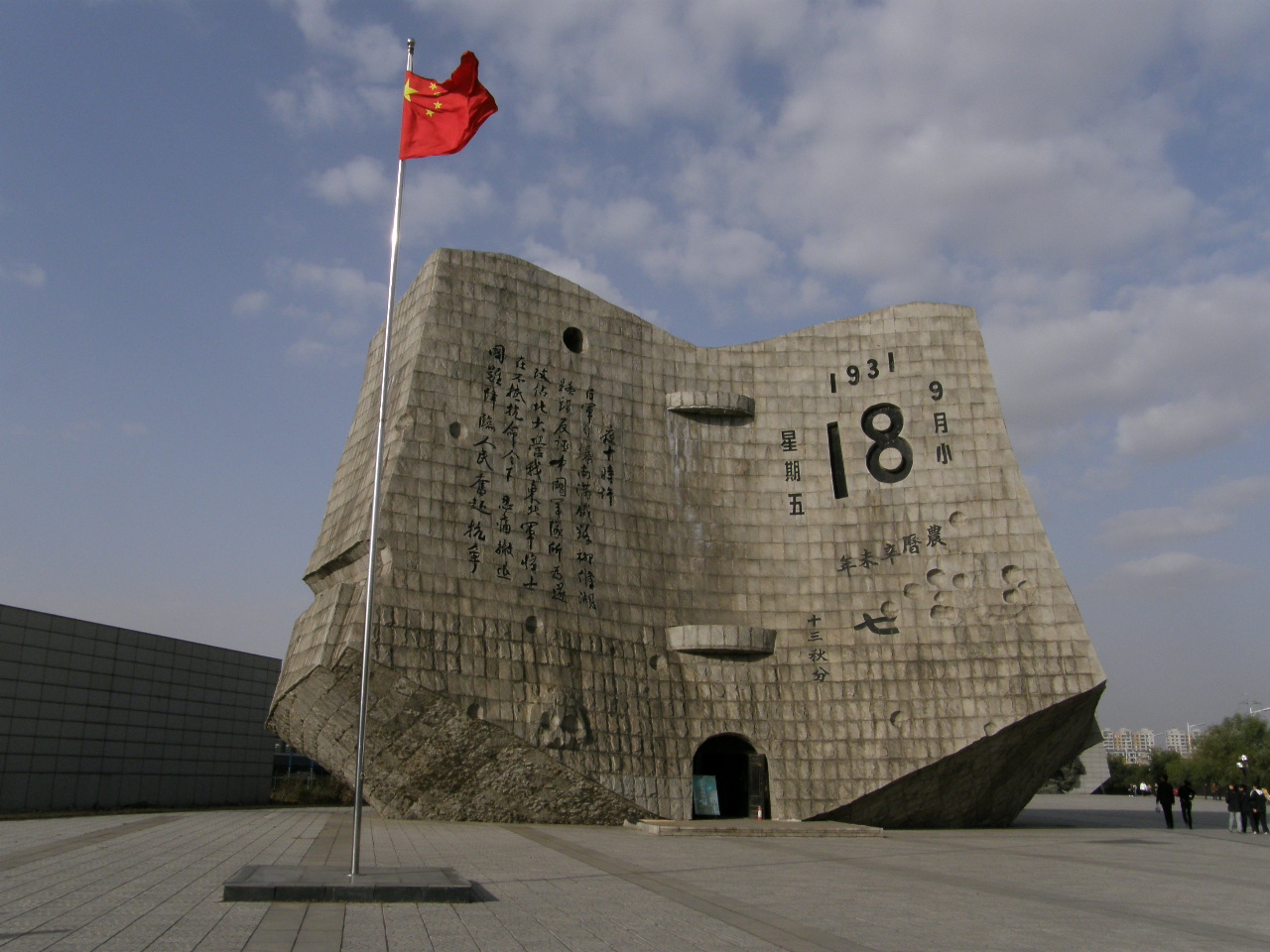
瀋陽にある九・一八歴史博物館

- 重臣と青年将校 陸海軍流血史（1958年・新東宝）
- 流転の王妃（1960年、大映）
- 戦争と人間 第一部 運命の序曲（1970年、日活）
- 戦争と人間 第二部 愛と哀しみの山河（1971年、日活）
- 悲劇の皇后 ラストエンプレス（1985年、中国・香港合作）
- ラストエンペラー（1987年、イタリア・中国・イギリス合作）
- 落陽（1992年、にっかつ）

ドラマ
- ラストエンペラー 末代皇帝（1988年、中国）
- 流転の王妃・最後の皇弟（2003年、テレビ朝日）

テレビ番組
- その時歴史が動いた「満州事変 関東軍 独走す」（2001年、NHK）

アニメ
- 閃光のナイトレイド（2010年、アニプレックス）

漫画
- 国が燃える（2002年、集英社）

小説
- 覇者の戦塵シリーズ（1991年〜、角川書店/中央公論新社）
- 満州国演義（2015年、新潮社)

関連本
- 前坂俊之『太平洋戦争と新聞』 講談社学術文庫 2007年 (ISBN 9784061598171)